# Echipa națională de fotbal a Sint Maarten
Echipa națională de fotbal a Sint Maarten reprezintă partea olandeză a Insulei Sf. Martin care a făcut parte din Antilele Olandeze în fotbalul internațional și este controlată de Asociația de Fotbal din Sint Maarten. Nu este membră a FIFA ci doar a CONCACAF, având posibilitatea să ia parte la competițiile organizate de aceasta. Ultimul meci jucat a fost cel din 20 august 2004 cu reprezentativa din Sint Eustatius, meci încheiat la egalitate, scor 2-2.

## Cupa de Aur
- 1991 - nu a participat
- 1993 până în 1998 - nu s-a calificat
- 2000 - s-a retras
- 2002 până în 2003 - nu a participat
- 2005 - s-a retras
- 2007 până în 2011 - nu a participat

## Meciuri internaționale
| Adversari                  | Meciuri | Victorii | Egaluri | Înfrângeri | GP | GÎ |
| -------------------------- | ------- | -------- | ------- | ---------- | -- | -- |
| Anguilla                   | 3       | 3        |         |            | 8  | 0  |
| Antigua și Barbuda         | 3       | 1        |         | 2          | 3  | 7  |
| Insulele Virgine Britanice | 3       | 2        | 1       |            | 6  | 2  |
| Insulele Cayman            | 2       | 1        |         | 1          | 4  | 7  |
| Dominica                   | 2       |          | 1       | 1          | 2  | 4  |
| Martinica                  | 1       |          | 1       |            | 1  | 1  |
| Jamaica                    | 2       |          |         | 2          | 2  | 5  |
| Puerto Rico                | 1       |          |         | 1          | 0  | 3  |
| Sfântul Cristofor și Nevis | 4       | 1        | 1       | 2          | 3  | 7  |
| Sint Eustatius             | 1       |          | 1       |            | 2  | 2  |